# Associazione Sportiva Livorno Calcio 2006-2007
Questa voce raccoglie le informazioni riguardanti l'Associazione Sportiva Livorno Calcio nelle competizioni ufficiali della stagione 2006-2007.

## Stagione
Nella stagione 2006-2007 il Livorno per la prima volta partecipa a una competizione europea, favorita dalle sentenze di "Calciopoli".
Ai preliminari i labronici pescano il Pasching, squadra di una piccola cittadina austriaca nei pressi di Linz: il Livorno vince facilmente entrambi gli incontri.
Nel sorteggio di Lione la squadra viene inserita come testa di serie n°4. Essa farà parte del girone A, assieme a Rangers (testa di serie n°1), Auxerre (testa di serie n°2), Partizan Belgrado (testa di serie n°3) e Maccabi Haifa (testa di serie n°5).
La prima partita è contro il Rangers, squadra scozzese che chiude la partita in poco meno di mezz'ora, lasciando in seguito fare gioco ai labronici che tentano di riaccendere la partita.
La seconda giornata del gruppo A vede di fronte gli amaranto e il Partizan Belgrado in Serbia. È il Partizan a passare in vantaggio per primo, e nei minuti finali, da un calcio di punizione per il Livorno, il portiere Marco Amelia batte la difesa del Partizan con un colpo di testa sancendo il risultato di parità tra le squadre.
Il 29 novembre 2006 il Livorno affronta, tra le mura amiche, gli israeliani del Maccabi Haifa. Il Livorno passa al 19' con Cristiano Lucarelli facendosi pareggiare dall'attaccante Colautti nei minuti di recupero della ripresa.
Il Livorno, quindi, ha l'obbligo di vincere in terra francese, ma, questo obbligo, sarebbe pervenuto ugualmente poiché l'Auxerre ha battuto per 4-1 il Partizan Belgrado in trasferta e può, quindi, godere di una migliore differenza reti. La sfida contro i francesi si gioca il 14 dicembre 2006, e il Livorno, dopo 45' passati a difendere e provare il contrattacco, riesce a passare nella ripresa con un colpo di testa di Cristiano Lucarelli. Il risultato non cambia nei restanti minuti e il Livorno passa così al turno successivo della competizione europea. È la prima volta che la società toscana raggiunge un traguardo continentale simile.
Ai sedicesimi gli avversari sono gli spagnoli dell'Espanyol: gli iberici vincono entrambi gli incontri. contro i labronici proseguendo il loro cammino fino alla finale di Glasgow, dove, al termine dei tempi supplementari, cadranno ai rigori contro i conterranei del Siviglia, alla loro seconda Coppa UEFA consecutiva
Per quanto riguarda la Coppa Italia, grazie al raggiungimento della sesta posizione nel campionato, per via delle sentenze della Corte Federale, il Livorno ottiene il diritto a iniziare la partecipazione alla Coppa Italia direttamente agli ottavi di finale, nella quale perde il doppio confronto con l'Arezzo.
In campionato, invece, i labronici terminano al 11º posto con 43 punti. Cristiano Lucarelli è ancora il miglior realizzatore stagionale con 20 reti, secondo nella classifica marcatori dietro Francesco Totti (26).

## Rosa
| N. |                           | Ruolo | Calciatore          |
| -- | ------------------------- | ----- | ------------------- |
| 1  | Italia (bandiera)         | P     | Marco Amelia        |
| 2  | Italia (bandiera)         | D     | Stefano Fanucci     |
| 3  | Italia (bandiera)         | C     | Antonio Filippini   |
| 4  | Italia (bandiera)         | C     | Stefano Morrone     |
| 5  | Italia (bandiera)         | C     | Stefano Argilli     |
| 6  | Italia (bandiera)         | D     | Fabio Galante       |
| 7  | Francia (bandiera)        | D     | Marc Pfertzel       |
| 8  | Portogallo (bandiera)     | C     | Vidigal             |
| 9  | Costa d'Avorio (bandiera) | A     | Ibrahima Bakayoko   |
| 9  | Danimarca (bandiera)      | C     | Martin Bergvold     |
| 11 | Italia (bandiera)         | C     | Luca Vigiani        |
| 14 | Ghana (bandiera)          | D     | Samuel Kuffour      |
| 15 | Croazia (bandiera)        | D     | Dario Knežević      |
| 16 | Italia (bandiera)         | D     | Andrea Giallombardo |
| 17 | Italia (bandiera)         | P     | Niccolò Casini      |
| 18 | Iran (bandiera)           | D     | Rahman Rezaei       |

| N. |                     | Ruolo | Calciatore           |
| -- | ------------------- | ----- | -------------------- |
| 19 | Italia (bandiera)   | C     | Stefano Fiore        |
| 21 | Brasile (bandiera)  | A     | Paulinho             |
| 22 | Brasile (bandiera)  | C     | Cesar                |
| 23 | Italia (bandiera)   | P     | Emanuele Manitta     |
| 24 | Italia (bandiera)   | C     | Carmine Coppola      |
| 26 | Italia (bandiera)   | D     | Giovanni Pasquale    |
| 28 | Italia (bandiera)   | C     | Dario Passoni        |
| 29 | Brasile (bandiera)  | C     | César Prates         |
| 32 | Italia (bandiera)   | D     | Simone Pavan         |
| 37 | Italia (bandiera)   | A     | Manuel Iarrusso      |
| 69 | Italia (bandiera)   | D     | David Balleri        |
| 77 | Italia (bandiera)   | D     | Alessandro Grandoni  |
| 78 | Lituania (bandiera) | A     | Tomas Danilevičius   |
| 87 | Italia (bandiera)   | C     | Alessandro Stefanini |
| 99 | Italia (bandiera)   | A     | Cristiano Lucarelli  |
|    | Italia (bandiera)   | C     | Giuseppe Feola       |

## Risultati

### Serie A

#### Girone di andata
| Arbitro: | Messina (Bergamo) |

|                          |           |  |
| De Rossi 45’ Mancini 54’ | Marcatori |  |

| Arbitro: | Farina (Novi Ligure) |

|                  |           |  |
| C. Lucarelli 58’ | Marcatori |  |

| Arbitro: | Marelli (Como) |

|                     |           |                                     |
| Ferri 12’ Suazo 57’ | Marcatori | 8’ Bakayoko 60’ (rig.) Danilevičius |

| Livorno 23 settembre 2006, ore 18:00 CEST 4ª giornata | Livorno            | 0 – 0 referto | Milan | Stadio Armando Picchi (12.456 spett.)\| Arbitro: \| Ayroldi (Molfetta) \| |
| Arbitro:                                              | Ayroldi (Molfetta) |               |       |                                                                           |

| Arbitro: | Dondarini (Finale Emilia) |

|  |           |                  |
|  | Marcatori | 75’ Danilevičius |

| Arbitro: | Brighi (Cesena) |

|  |           |                                   |
|  | Marcatori | 24’ Danilevičius 63’ A. Filippini |

| Livorno 22 ottobre 2006, ore 15:00 CEST 7ª giornata | Livorno                     | 0 – 0 referto | Siena | Stadio Armando Picchi (8.646 spett.)\| Arbitro: \| Girardi (San Donà di Piave) \| |
| Arbitro:                                            | Girardi (San Donà di Piave) |               |       |                                                                                   |

| Arbitro: | Saccani (Mantova) |

|                                                           |           |                  |
| Pfertzel 2’ (aut.) Materazzi 13’ Ibrahimović 71’ Cruz 78’ | Marcatori | 70’ C. Lucarelli |

| Livorno 29 ottobre 2006, ore 20:30 CET 9ª giornata | Livorno           | 0 – 0 referto | Empoli | Stadio Armando Picchi (8.379 spett.)\| Arbitro: \| Bergonzi (Genova) \| |
| Arbitro:                                           | Bergonzi (Genova) |               |        |                                                                         |

| Arbitro: | Rocchi (Firenze) |

|              |           |  |
| Bakayoko 73’ | Marcatori |  |

| Arbitro: | Ayroldi (Molfetta) |

|                                    |           |                             |
| Spinesi 36’ Caserta 61’ Corona 90’ | Marcatori | 45+3’ Bakayoko 60’ Paulinho |

| Arbitro: | Romeo (Verona) |

|                                                     |           |  |
| Pfertzel 26’ Ferronetti 70’ (aut.) C. Lucarelli 82’ | Marcatori |  |

| Arbitro: | Giannoccaro (Lecce) |

|                         |           |                              |
| R. Bianchi 63’ León 78’ | Marcatori | 22’ Galante 27’ C. Lucarelli |

| Arbitro: | Tagliavento (Terni) |

|  |           |                 |
|  | Marcatori | 71’, 78’ Obinna |

| Arbitro: | Rocchi (Firenze) |

|                              |           |  |
| Simplício 2’, 79’ Amauri 36’ | Marcatori |  |

| Arbitro: | Pantana (Macerata) |

|                  |           |            |
| C. Lucarelli 65’ | Marcatori | 25’ Pandev |

| Arbitro: | Palanca (Roma 1) |

|                                                             |           |             |
| D. Franceschini 25’ Flachi 30’ (rig.) Quagliarella 47’, 57’ | Marcatori | 12’ Vigiani |

| Arbitro: | Gervasoni (Mantova) |

|                  |           |            |
| C. Lucarelli 61’ | Marcatori | 23’ Cioffi |

| Arbitro: | Marelli (Como) |

|                                                    |           |              |
| Doni 38’, 45’ Donati 57’ Ariatti 66’ Ventola 90+4’ | Marcatori | 53’ Pfertzel |

#### Girone di ritorno
| Arbitro: | Ayroldi (Molfetta) |

|                         |           |           |
| C. Lucarelli 22’ (rig.) | Marcatori | 74’ Totti |

| Arbitro: | Bertini (Arezzo) |

|                        |           |                  |
| Toni 68’ Jørgensen 82’ | Marcatori | 27’ C. Lucarelli |

| Arbitro: | Gava (Conegliano) |

|                              |           |                  |
| C. Lucarelli 5’ Knežević 67’ | Marcatori | 60’ (rig.) Suazo |

| Arbitro: | Rosetti (Torino) |

|                             |           |                  |
| Gattuso 28’ Jankulovski 68’ | Marcatori | 30’ C. Lucarelli |

| Arbitro: | Farina (Novi Ligure) |

|                            |           |          |
| Fiore 26’ C. Lucarelli 69’ | Marcatori | 78’ Zoro |

| Livorno 25 febbraio 2007, ore 15:00 CET 25ª giornata | Livorno                     | 0 – 0 referto | Ascoli | Stadio Armando Picchi (5.641 spett.)\| Arbitro: \| Girardi (San Donà di Piave) \| |
| Arbitro:                                             | Girardi (San Donà di Piave) |               |        |                                                                                   |

| Siena 28 febbraio 2007, ore 20:30 CET 26ª giornata | Siena                     | 0 – 0 referto | Livorno | Stadio Artemio Franchi - Montepaschi Arena (6.134 spett.)\| Arbitro: \| Dondarini (Finale Emilia) \| |
| Arbitro:                                           | Dondarini (Finale Emilia) |               |         | |

| Arbitro: | Morganti (Ascoli Piceno) |

|                  |           |                          |
| C. Lucarelli 27’ | Marcatori | 35’ Cruz 66’ Ibrahimović |

| Arbitro: | Trefoloni (Siena) |

|                           |           |                               |
| Pratali 28’ Almirón 45+4’ | Marcatori | 58’ Rezaei 90+2’ C. Lucarelli |

| Arbitro: | Celi (Campobasso) |

|                                                   |           |  |
| Di Natale 34’, 69’ Asamoah 37’ Barreto 83’ (rig.) | Marcatori |  |

| Arbitro: | Romeo (Verona) |

|                                               |           |            |
| C. Lucarelli 20’, 82’ (rig.), 90+2’ Fiore 45’ | Marcatori | 14’ Sottil |

| Arbitro: | Dondarini (Finale Emilia) |

|              |           |  |
| G. Rossi 90’ | Marcatori |  |

| Arbitro: | Saccani (Mantova) |

|                  |           |                |
| C. Lucarelli 28’ | Marcatori | 31’ R. Bianchi |

| Arbitro: | De Marco (Chiavari) |

|                            |           |                  |
| Pellissier 55’ Bogdani 76’ | Marcatori | 18’ C. Lucarelli |

| Arbitro: | Giannoccaro (Lecce) |

|                  |           |                                  |
| César 57’ (rig.) | Marcatori | 47’ (rig.) Corini 75’ Di Michele |

| Arbitro: | Dondarini (Finale Emilia) |

|             |           |  |
| Jiménez 27’ | Marcatori |  |

| Arbitro: | Rizzoli (Bologna) |

|                  |           |  |
| A. Filippini 71’ | Marcatori |  |

| Torino 20 maggio 2007, ore 15:00 CEST 37ª giornata | Torino            | 0 – 0 referto | Livorno | Stadio Olimpico (22.036 spett.)\| Arbitro: \| Saccani (Mantova) \| |
| Arbitro:                                           | Saccani (Mantova) |               |         |                                                                    |

| Arbitro: | Celi (Campobasso) |

|                                                       |           |                             |
| C. Lucarelli 45’, 56’ (rig.) Morrone 46’ Paulinho 83’ | Marcatori | 51’ Zampagna 65’ Bombardini |

### Coppa UEFA

#### Preliminari
| Arbitro: | Kalt |

|                                   |           |  |
| Danilevičius 43’ C. Lucarelli 49’ | Marcatori |  |

| Arbitro: | Kassai |

|  |           |              |
|  | Marcatori | 56’ Bakayoko |

#### Fase a gironi
| Arbitro: | Rodríguez Santiago |

|                              |           |                                   |
| C. Lucarelli 33’ (rig.), 90’ | Marcatori | 27’ Adam 29’ (rig.) Boyd 35’ Novo |

| Arbitro: | Sippel |

|                   |           |            |
| Mirosavljević 71’ | Marcatori | 87’ Amelia |

| Arbitro: | Vink |

|                  |           |                |
| C. Lucarelli 19’ | Marcatori | 90+3’ Colautti |

| Arbitro: | Bebek |

|  |           |                  |
|  | Marcatori | 59’ C. Lucarelli |

#### Fase ad eliminazione diretta
| Arbitro: | Lannoy |

|             |           |                              |
| Galante 82’ | Marcatori | 28’ (rig.) Pandiani 59’ Moha |

| Arbitro: | Allaerts |

|                     |           |  |
| Lacruz 15’ Coro 49’ | Marcatori |  |

### Coppa Italia

#### Fase finale
| Arbitro: | Gava (Conegliano) |

|                            |           |                  |
| Martinetti 35’, 60’ (rig.) | Marcatori | 66’ Giallombardo |

| Arbitro: | Lops (Torino) |

|              |           |                  |
| Paulinho 42’ | Marcatori | 78’ Floro Flores |

## Statistiche

### Statistiche di squadra
| Competizione | Punti | In casa | In casa | In casa | In casa | In casa | In casa | In trasferta | In trasferta | In trasferta | In trasferta | In trasferta | In trasferta | Totale | Totale | Totale | Totale | Totale | Totale | DR  |
| Competizione | Punti | G       | V       | N       | P       | Gf      | Gs      | G            | V            | N            | P            | Gf           | Gs           | G      | V      | N      | P      | Gf     | Gs     | DR  |
| ------------ | ----- | ------- | ------- | ------- | ------- | ------- | ------- | ------------ | ------------ | ------------ | ------------ | ------------ | ------------ | ------ | ------ | ------ | ------ | ------ | ------ | --- |
| Serie A      | 43    | 19      | 8       | 8       | 3       | 24      | 15      | 19           | 2            | 5            | 12           | 17           | 39           | 38     | 10     | 13     | 15     | 41     | 54     | -13 |
| Coppa Italia |       | 1       | 0       | 1       | 0       | 1       | 1       | 1            | 0            | 0            | 1            | 1            | 2            | 2      | 0      | 1      | 1      | 2      | 3      | -1  |
| Coppa UEFA   | 5     | 4       | 1       | 1       | 2       | 6       | 6       | 4            | 2            | 1            | 1            | 3            | 3            | 8      | 3      | 2      | 3      | 9      | 9      | 0   |
| Totale       | 48    | 24      | 9       | 10      | 5       | 31      | 22      | 24           | 4            | 6            | 14           | 21           | 44           | 48     | 13     | 16     | 19     | 52     | 66     | -14 |

### Statistiche dei giocatori
Sono in corsivo i calciatori che hanno lasciato la società a stagione in corso.
| Giocatore       | Serie A  | Serie A | Serie A     | Serie A    | Coppa Italia | Coppa Italia | Coppa Italia | Coppa Italia | Coppa UEFA | Coppa UEFA | Coppa UEFA  | Coppa UEFA | Totale   | Totale | Totale      | Totale     |
| Giocatore       | Presenze | Reti    | Ammonizioni | Espulsioni | Presenze     | Reti         | Ammonizioni  | Espulsioni   | Presenze   | Reti       | Ammonizioni | Espulsioni | Presenze | Reti   | Ammonizioni | Espulsioni |
| --------------- | -------- | ------- | ----------- | ---------- | ------------ | ------------ | ------------ | ------------ | ---------- | ---------- | ----------- | ---------- | -------- | ------ | ----------- | ---------- |
| M. Amelia       | 30       | -46     | 2           | 0          | 0            | 0            | 0            | 0            | 8          | -9 (1)     | 1           | 0          | 38       | -55    | 3           | 0          |
| S. Fanucci      | 0        | 0       | 0           | 0          | 1            | 0            | 0            | 0            | -          | -          | -           | -          | 1        | 0      | 0           | 0          |
| A. Filippini    | 36       | 2       | 8           | 0          | 1            | 0            | 0            | 0            | 6          | 0          | 2           | 0          | 43       | 2      | 10          | 0          |
| S. Morrone      | 37       | 1       | 6           | 0          | 2            | 0            | 0            | 0            | 8          | 0          | 1           | 0          | 47       | 1      | 7           | 0          |
| S. Argilli      | 2        | 0       | 0           | 0          | 1            | 0            | 0            | 0            | 0          | 0          | 0           | 0          | 3        | 0      | 0           | 0          |
| F. Galante      | 32       | 1       | 4           | 0          | 1            | 0            | 0            | 0            | 7          | 1          | 0           | 0          | 40       | 2      | 4           | 0          |
| M. Pfertzel     | 30       | 2       | 3           | 0          | 1            | 0            | 0            | 0            | 7          | 0          | 1           | 0          | 38       | 2      | 4           | 0          |
| Vidigal         | 18       | 0       | 2           | 0          | 2            | 0            | 0            | 0            | 5          | 0          | 3           | 0          | 25       | 0      | 5           | 0          |
| I. Bakayoko     | 16       | 3       | 1           | 0          | 2            | 0            | 0            | 0            | 5          | 1          | 0           | 0          | 23       | 4      | 1           | 0          |
| M. Bergvold     | 5        | 0       | 0           | 0          | -            | -            | -            | -            | -          | -          | -           | -          | 5        | 0      | 0           | 0          |
| L. Vigiani      | 15       | 1       | 0           | 0          | 1            | 0            | 0            | 0            | 2          | 0          | 0           | 0          | 18       | 1      | 0           | 0          |
| S. Kuffour      | 18       | 0       | 5           | 0          | -            | -            | -            | -            | 8          | 0          | 3           | 0          | 26       | 0      | 8           | 0          |
| D. Knezevic     | 11       | 1       | 0           | 0          | 2            | 0            | 0            | 0            | -          | -          | -           | -          | 13       | 1      | 0           | 0          |
| G. Pasquale     | 32       | 0       | 7           | 2          | -            | -            | -            | -            | 6          | 0          | 0           | 0          | 38       | 0      | 7           | 2          |
| N. Casini       | 0        | 0       | 0           | 0          | -            | -            | -            | -            | -          | -          | -           | -          | 0        | 0      | 0           | 0          |
| R. Rezaei       | 16       | 1       | 2           | 0          | 1            | 0            | 0            | 0            | 3          | 0          | 1           | 0          | 20       | 1      | 3           | 0          |
| S. Fiore        | 16       | 2       | 0           | 0          | -            | -            | -            | -            | 2          | 0          | 0           | 0          | 18       | 2      | 0           | 0          |
| Paulinho        | 20       | 2       | 2           | 0          | 2            | 1            | 0            | 0            | 4          | 0          | 0           | 0          | 26       | 3      | 2           | 0          |
| Cesar           | 9        | 1       | 2           | 1          | 1            | 0            | 0            | 0            | 2          | 0          | 1           | 1          | 12       | 1      | 3           | 2          |
| E. Manitta      | 8        | -8      | 0           | 0          | 2            | -3           | 0            | 0            | 0          | 0          | 0           | 0          | 10       | -11    | 0           | 0          |
| C. Coppola      | 11       | 0       | 2           | 1          | ?            | ?            | ?            | ?            | 2          | 0          | 0           | 0          | 13+      | 0+     | 2+          | 1+         |
| A. Giallombardo | 0        | 0       | 0           | 0          | 2            | 1            | 0            | 0            | -          | -          | -           | -          | 2        | 1      | 0           | 0          |
| D. Passoni      | 32       | 0       | 10          | 1          | 1            | 0            | 0            | 0            | 8          | 0          | 1           | 0          | 41       | 0      | 11          | 1          |
| C. Prates       | 4        | 0       | 1           | 0          | -            | -            | -            | -            | 3          | 0          | 0           | 0          | 7        | 0      | 1           | 0          |
| S. Pavan        | 13       | 0       | 2           | 0          | 1            | 0            | 0            | 0            | 1          | 0          | 0           | 0          | 15       | 0      | 2           | 0          |
| M. Iarrusso     | 0        | 0       | 0           | 0          | -            | -            | -            | -            | -          | -          | -           | -          | 0        | 0      | 0           | 0          |
| D. Balleri      | 25       | 0       | 6           | 0          | 1            | 0            | 0            | 0            | 4          | 0          | 1           | 0          | 30       | 0      | 7           | 0          |
| A. Grandoni     | 34       | 0       | 5           | 0          | -            | -            | -            | -            | 7          | 0          | 1           | 0          | 41       | 0      | 6           | 0          |
| T. Danilevicius | 13       | 3       | 1           | 0          | 2            | 0            | 0            | 0            | 5          | 1          | 0           | 0          | 20       | 4      | 1           | 0          |
| A. Stefanini    | -        | -       | -           | -          | -            | -            | -            | -            | -          | -          | -           | -          | -        | -      | -           | -          |
| C. Lucarelli    | 34       | 20      | 4           | 0          | 1            | 0            | 0            | 0            | 7          | 5          | 0           | 0          | 42       | 25     | 4           | 0          |
| G. Feola        | -        | -       | -           | -          | -            | -            | -            | -            | -          | -          | -           | -          | -        | -      | -           | -          |